# Dialogue d'ombres
Dialogue d'ombres è un cortometraggio del 2013 diretto da Jean-Marie Straub tratto dalla raccolta di racconti Dialogo d’ombre di Georges Bernanos. Il progetto del film risale agli anni cinquanta e probabilmente sarebbe stato il primo film dell'autore insieme a Danièle Huillet se non fosse stato costretto a lasciare la Francia per evitare l'arruolamento nella guerra d'Algeria.

## Trama
Un uomo e una donna parlano dell'amore, di ciò che lo rende possibile o impossibile, del peso del passato. Le loro parole si confondono in uno strano dialogo.